# Joaquín Abati
Joaquín Abati y Díaz (Madrid, 29 de junio de 1865-Madrid, 30 de julio de 1936) fue un escritor y libretista de zarzuelas español.

## Biografía
De padre italiano y madre española, estudió Derecho y, una vez licenciado, aunque nunca ejerció, publicó un libro titulado Respuestas a Temas de Derecho Administrativo, con la finalidad de ayudar a quienes se presentaban a unas oposiciones, dándose la curiosa circunstancia de que él nunca consiguió superar ninguna, y sí en cambio, muchos de los que habían usado su libro. Por este motivo decidió abandonar la abogacía y dedicarse a la literatura, que le atraía mucho más. 
Su primera obra teatral fue el juguete cómico Entre doctores, estrenado en el Teatro Lara en 1892, al que siguieron desde simples monólogos de carácter humorístico, como El Conde Sisebuto y Las cien doncellas, hasta piezas de tres y más actos, algunas en colaboración con Carlos Arniches. 
Autor de fecunda producción, obtuvo éxitos clamorosos y de su pluma surgieron más de 120 títulos, que hicieron considerarle como un autor de primera fila en su época. De sus obras podemos destacar principalmente El debut de la chica, La conquista de México, Doña Juanita (escrita en colaboración con Francisco Flores García), Genio y figura (1910), No te ofendas, Beatriz (1920) (ambas con Carlos Arniches), España nueva, El Conde de Lavapiés y La Viuda alegre. 
Destacó en su faceta de autor de zarzuelas, campo en el que colaboró con otros autores, como Carlos Arniches y Antonio Paso. 
Varias de sus obras teatrales fueron destinadas a libretos de zarzuelas, como Los amarillos, pieza en un acto; La corte de Risalia, en dos actos; La mujer artificial; La mulata y su obra más conocida, El asombro de Damasco, que escribió en colaboración con Antonio Paso Cano y a la que puso música el maestro Pablo Luna, quien la estrenó en 1916. 
Volvió a entrar en contacto con su carrera de Derecho y llegó a ser académico de la Real de Jurisprudencia y Legislación. 
Joaquín Abatí falleció en Madrid, el año 1936.

## Zarzuelas y obras líricas
- 1899: Los Besugos (Emilio Mario; Música, Valverde)
- 1900: Los Amarillos (Francisco Flores García; Música, Saco del Valle)
- 1901: Tierra por medio (Sinesio Delgado; Música, Chapí)
- El Código penal (Eusebio Sierra; Música, Tomás Barrera)
- 1903: Tres Estrellas (López Fenoquio; Música, Calleja y Lleó)
- 1903: Aprieta Constipado ( Caamaño, Rguez. Chaves, Larra, Lustonó, Emilio Mario(hijo), Sinesio Delgado, Flores García y Gullón;  Música, Chapí, Calleja, Lleó, Mateos, Rubio, Saco del Valle, Torregrosa, Valverde(hijo)y Viniegra)
- 1904: El Trébol (Antonio Paso Cano; Música, Serrano)
- 1905: La Mulata (Antonio Paso Cano; Música, Calleja, Lleó y Valverde)
- 1906: La Marcha real (Antonio Paso Cano; Música, Vives)
- La Taza de thé (Antonio Paso Cano y Maximiliano Thous; Música, Lleó)
- El Aire (Antonio Paso Cano; Música, Lleó y Mariani)
- 1907: La Hostería del Laurel (Antonio Paso Cano; Música, Lleó)
- 1908: Mayo florido (Antonio Paso Cano; Música, Lleó)
- 1909: Los Hombres alegres (Antonio Paso Cano; Música, Lleó)
- Los Perros de presa (Antonio Paso Cano; Música, López Torregrosa)
- 1910: La Partida de la porra (Antonio Paso Cano; Música, Lleó)
- Los Viajes de Gullivert (Antonio Paso Cano; Música, Giménez)
- Mea Culpa (Antonio Paso Cano; Música, Lleó)
- 1911: La Gallina de los huevos de oro (Antonio Paso Cano; Música, Vives)
- El Verbo amar (Antonio Paso Cano; Música, López Torregrosa)
- 1913: Baldomero Pachón (Antonio Paso Cano; Música, Alonso)
- El orgullo de Albacete
- 1914: La Corte de Risalia (Antonio Paso Cano; Música, Luna)
- El Dichoso verano (Antonio Paso Cano; Música, Alonso)
- España Nueva (Antonio Paso Cano; Música, Lleó)
- El Potro salvaje (Antonio Paso Cano; Música, Quinito Valverde y Luna)
- 1915: La Cena de los húsares (Antonio Paso Cano; Música, Vives)
- Sierra Morena (Antonio Paso Cano; Música, Lleó)
- El Velón de Lucena (Antonio Paso Cano; Música, Alonso)
- Las Alegres colegialas (Antonio Paso Cano; Música, Lleó)
- 1916: El Asombro de Damasco (Antonio Paso Cano, Música, Luna)
- 1918: La Mujer artificial (Carlos Arniches; Música Luna)
- 1920: El Conde de Lavapiés (Carlos Arniches; Música, Calleja Gómez)
- 1931: La Princesa Tarambana (Carlos Arniches, Abatí; Música, Francisco Alonso)

### Monólogos
- Las cien doncellas
- Causa criminal
- La buena crianza o tratado de urbanidad
- Un hospital (con Emilio Mario, hijo)
- La cocinera
- El himeneo
- El Conde Sisebuto [1898]
- El debut de la chica (con Antonio Paso)
- La pata de gallo (con Antonio Paso)

### Comedias en un acto
- Entre Doctores
- Azucena
- Ciertos son los toros
- Condenado en costas.
- El otro Mundo (con Carlos Arniches)
- La conquista de Méjico
- Los litigantes
- La enredadera: juguete cómico en un acto y dos cuadros, en prosa [1897, facsímil en Biblioteca Digital Hispánica]
- De la China (con Emilio Mario, hijo)
- Aquilino Primero (con Emilio Vaamonde)
- El intérprete  (con Emilio Mario, hijo)
- El aire (con Antonio Paso)ispánica]
- Los vecinos (con Antonio Paso)

### Comedias en dos actos
- Doña Juanita (con Francisco Flores García)
- Los niños (Id.)
- El Paraíso (con Antonio Paso)
- La mar salada (Id.)

### Comedias en tres o más actos
- Tortosa y Soler (con Federico Reparaz)
- El 30 de Infantería  (con Luis de Olive)
- Los hijos artificiales (con Federico Reparaz)
- Fuente tónica (con Emilio Vaamonde)
- Alsina y Ripoll (con Eusebio Sierra)
- Los reyes del tocino (Firmada con pseudónimo, con Emilio Mario hijo)
- El gran tacaño (con Antonio Paso)
- Genio y figura (con Carlos Arniches, Enrique García Álvarez y Antonio Paso)
- La alegría de vivir (con Antonio Paso)
- La divina providencia (con Antonio Paso)
- El Premio Nobel (con Carlos Arniches)
- El cabeza de familia (con Antonio Paso)
- La Piqueta (con Antonio Paso)
- El tren rápido (con Antonio Paso y Ricardo Viguera)